# Novruzallı
Novruzallı è un comune dell'Azerbaigian situato nel distretto di Cəlilabad. Conta una popolazione di 308 abitanti.